# Lia Elalouf
Lia Elalouf (hebräisch ליה אללוף) ist eine israelische Schauspielerin und Model.

## Leben und Karriere
Elalouf wuchs in Givʿatajim auf. Ihren Wehrdienst machte sie bei der IDF. Ihr Debüt gab sie 2021 in der Serie Alumim. Anschließend bekam sie 2024 in dem Film Come Closer eine Hauptrolle. Sie wurde für ihre Rolle beim Jerusalem Film Festival als beste Schauspielerin ausgezeichnet. September 2024 gewann sie den Ophir Award als beste Hauptdarstellerin.
Elalouf ist mit dem Schauspieler Ofek Pesach liiert.

## Filmografie
- 2021: Alumim (Fernsehserie)
- 2024: Come Closer